# Liste der Kulturdenkmale in der Krämpfervorstadt
Die Liste der Kulturdenkmale in der Krämpfervorstadt enthält die Kulturdenkmale des Stadtteils Krämpfervorstadt der thüringischen Landeshauptstadt Erfurt, die vom Thüringischen Landesamt für Denkmalpflege und Archäologie als Bau- und Kunstdenkmale auf dem Gebiet der Stadt mit Stand vom 11. April 2025 erfasst wurden.

## Legende
- Bild: zeigt ein Bild des Kulturdenkmals und gegebenenfalls einen Link zu weiteren Fotos des Kulturdenkmals im Medienarchiv Wikimedia Commons
- Bezeichnung: Name, Bezeichnung oder die Art des Kulturdenkmals
- Lage: Wenn vorhanden Straßenname und Hausnummer des Kulturdenkmals; Grundsortierung der Liste erfolgt nach dieser Adresse. Der Link Karte führt zu verschiedenen Kartendarstellungen und nennt die Koordinaten des Kulturdenkmals.
 Kartenansicht, um Koordinaten zu setzen – in dieser Kartenansicht sind Kulturdenkmale ohne Koordinaten mit einem roten bzw. orangen Marker dargestellt und können in der Karte gesetzt werden. Kulturdenkmale ohne Bild sind mit einem blauen bzw. roten Marker gekennzeichnet, Kulturdenkmale mit Bild mit einem grünen bzw. orangen Marker.
- Datierung: gibt das Jahr der Fertigstellung beziehungsweise das Datum der Erstnennung oder den Zeitraum der Errichtung an
- Beschreibung: bauliche und geschichtliche Einzelheiten des Kulturdenkmals, vorzugsweise die Denkmaleigenschaften
- ID: Die ID identifiziert das Kulturdenkmal eindeutig. In Thüringen sind aktuell keine IDs veröffentlicht. In der ID-Spalte kann sich auch folgendes Icon  befinden, dies führt zu Angaben zu diesem Kulturdenkmal bei Wikidata.

## Liste der Kulturdenkmale in der Krämpfervorstadt
| Bild                           | Bezeichnung                                                                | Lage                                   | Datierung | Beschreibung                                                                                          | ID |
| ------------------------------ | -------------------------------------------------------------------------- | -------------------------------------- | --------- | --- | -- |
| weitere Bilder Fotos hochladen | Wohnblock, sogenannter Hamburger Block                                     | Altonaer Straße 15 (Karte)             |           | einzelnes Kulturdenkmal                                                                               |    |
| BW                             | Lagergebäude                                                               | Am Alten Nordhäuser Bahnhof 6 (Karte)  |           | einzelnes Kulturdenkmal                                                                               |    |
| BW                             | Lagergebäude                                                               | Am Alten Nordhäuser Bahnhof 6a (Karte) |           | einzelnes Kulturdenkmal                                                                               |    |
| weitere Bilder Fotos hochladen |                                                                            | Bremer Straße 23 (Karte)               |           | Teil des Ensembles Kennzeichnendes Straßen- und Platzbild Wohnanlage Bremer Straße                    |    |
| weitere Bilder Fotos hochladen |                                                                            | Bremer Straße 24 (Karte)               |           | Teil des Ensembles Kennzeichnendes Straßen- und Platzbild Wohnanlage Bremer Straße                    |    |
| weitere Bilder Fotos hochladen |                                                                            | Bremer Straße 25 (Karte)               |           | Teil des Ensembles Kennzeichnendes Straßen- und Platzbild Wohnanlage Bremer Straße                    |    |
| weitere Bilder Fotos hochladen |                                                                            | Bremer Straße 26 (Karte)               |           | Teil des Ensembles Kennzeichnendes Straßen- und Platzbild Wohnanlage Bremer Straße                    |    |
| weitere Bilder Fotos hochladen |                                                                            | Bremer Straße 27 (Karte)               |           | Teil des Ensembles Kennzeichnendes Straßen- und Platzbild Wohnanlage Bremer Straße                    |    |
| weitere Bilder Fotos hochladen |                                                                            | Bremer Straße 28 (Karte)               |           | Teil des Ensembles Kennzeichnendes Straßen- und Platzbild Wohnanlage Bremer Straße                    |    |
| weitere Bilder Fotos hochladen |                                                                            | Bremer Straße 29 (Karte)               |           | Teil des Ensembles Kennzeichnendes Straßen- und Platzbild Wohnanlage Bremer Straße                    |    |
| Fotos hochladen                |                                                                            | Bremer Straße 30 (Karte)               |           | Teil des Ensembles Kennzeichnendes Straßen- und Platzbild Wohnanlage Bremer Straße                    |    |
| weitere Bilder Fotos hochladen |                                                                            | Carmerstraße 1 (Karte)                 |           | Teil des Ensembles Bauliche Gesamtanlage Mietshausviertel Oststadt                                    |    |
| weitere Bilder Fotos hochladen |                                                                            | Carmerstraße 2 (Karte)                 |           | Teil des Ensembles Bauliche Gesamtanlage Mietshausviertel Oststadt                                    |    |
| weitere Bilder Fotos hochladen |                                                                            | Carmerstraße 3 (Karte)                 |           | Teil des Ensembles Bauliche Gesamtanlage Mietshausviertel Oststadt                                    |    |
| weitere Bilder Fotos hochladen |                                                                            | Carmerstraße 4 (Karte)                 |           | Teil des Ensembles Bauliche Gesamtanlage Mietshausviertel Oststadt                                    |    |
| weitere Bilder Fotos hochladen |                                                                            | Carmerstraße 5 (Karte)                 |           | Teil des Ensembles Bauliche Gesamtanlage Mietshausviertel Oststadt                                    |    |
| BW                             |                                                                            | Carmerstraße 6 (Karte)                 |           | Teil des Ensembles Bauliche Gesamtanlage Wohnanlage Erwo-Block laut Denkmalliste des Landes Thüringen |    |
| weitere Bilder Fotos hochladen |                                                                            | Carmerstraße 50 (Karte)                |           | Teil des Ensembles Bauliche Gesamtanlage Mietshausviertel Oststadt                                    |    |
| weitere Bilder Fotos hochladen |                                                                            | Carmerstraße 51 (Karte)                |           | Teil des Ensembles Bauliche Gesamtanlage Mietshausviertel Oststadt                                    |    |
| weitere Bilder Fotos hochladen |                                                                            | Carmerstraße 52 (Karte)                |           | Teil des Ensembles Bauliche Gesamtanlage Mietshausviertel Oststadt                                    |    |
| weitere Bilder Fotos hochladen |                                                                            | Carmerstraße 53 (Karte)                |           | Teil des Ensembles Bauliche Gesamtanlage Mietshausviertel Oststadt                                    |    |
| weitere Bilder Fotos hochladen |                                                                            | Carmerstraße 54 (Karte)                |           | Teil des Ensembles Bauliche Gesamtanlage Mietshausviertel Oststadt                                    |    |
| weitere Bilder Fotos hochladen |                                                                            | Dresdener Straße 1 (Karte)             |           | Teil des Ensembles Bauliche Gesamtanlage Wohnanlage Erwo-Block laut Denkmalliste des Landes Thüringen |    |
| weitere Bilder Fotos hochladen |                                                                            | Dresdener Straße 2 (Karte)             |           | Teil des Ensembles Bauliche Gesamtanlage Wohnanlage Erwo-Block laut Denkmalliste des Landes Thüringen |    |
| weitere Bilder Fotos hochladen |                                                                            | Dresdener Straße 6 (Karte)             |           | Teil des Ensembles Bauliche Gesamtanlage Wohnanlage Erwo-Block laut Denkmalliste des Landes Thüringen |    |
| weitere Bilder Fotos hochladen | Wohnblock, sogenannter Flensburger Block                                   | Flensburger Straße 1 (Karte)           |           | einzelnes Kulturdenkmal                                                                               |    |
| BW                             | Wohnblock, sogenannter Flensburger Block                                   | Flensburger Straße 2 (Karte)           |           | einzelnes Kulturdenkmal                                                                               |    |
| weitere Bilder Fotos hochladen | Wohnblock, sogenannter Flensburger Block                                   | Flensburger Straße 3 (Karte)           |           | einzelnes Kulturdenkmal                                                                               |    |
| BW                             | Wohnblock, sogenannter Flensburger Block                                   | Flensburger Straße 4 (Karte)           |           | einzelnes Kulturdenkmal                                                                               |    |
| weitere Bilder Fotos hochladen | Wohnblock, sogenannter Flensburger Block                                   | Flensburger Straße 5 (Karte)           |           | einzelnes Kulturdenkmal                                                                               |    |
| BW                             | Wohnblock, sogenannter Flensburger Block                                   | Flensburger Straße 6 (Karte)           |           | einzelnes Kulturdenkmal                                                                               |    |
| weitere Bilder Fotos hochladen | Wohnblock, sogenannter Flensburger Block                                   | Flensburger Straße 7 (Karte)           |           | einzelnes Kulturdenkmal                                                                               |    |
| weitere Bilder Fotos hochladen | Wohnblock, sogenannter Flensburger Block                                   | Flensburger Straße 8 (Karte)           |           | einzelnes Kulturdenkmal                                                                               |    |
| weitere Bilder Fotos hochladen | Wohnblock, sogenannter Flensburger Block                                   | Flensburger Straße 9 (Karte)           |           | einzelnes Kulturdenkmal                                                                               |    |
| weitere Bilder Fotos hochladen | Wohnblock, sogenannter Flensburger Block                                   | Flensburger Straße 10 (Karte)          |           | einzelnes Kulturdenkmal                                                                               |    |
| weitere Bilder Fotos hochladen | Wohnblock                                                                  | Flensburger Straße 12 (Karte)          |           | einzelnes Kulturdenkmal                                                                               |    |
| weitere Bilder Fotos hochladen | Wohnblock                                                                  | Flensburger Straße 13 (Karte)          |           | einzelnes Kulturdenkmal                                                                               |    |
| weitere Bilder Fotos hochladen | Wohnblock                                                                  | Flensburger Straße 14 (Karte)          |           | einzelnes Kulturdenkmal                                                                               |    |
| weitere Bilder Fotos hochladen | Wohnblock                                                                  | Flensburger Straße 15 (Karte)          |           | einzelnes Kulturdenkmal                                                                               |    |
| weitere Bilder Fotos hochladen | Wohnblock                                                                  | Flensburger Straße 16 (Karte)          |           | einzelnes Kulturdenkmal                                                                               |    |
| weitere Bilder Fotos hochladen | Wohnblock                                                                  | Flensburger Straße 17 (Karte)          |           | einzelnes Kulturdenkmal                                                                               |    |
| weitere Bilder Fotos hochladen |                                                                            | Geschwister-Scholl-Straße 1 (Karte)    |           | Teil des Ensembles Bauliche Gesamtanlage Mietshausviertel Oststadt                                    |    |
| weitere Bilder Fotos hochladen |                                                                            | Geschwister-Scholl-Straße 2 (Karte)    |           | Teil des Ensembles Bauliche Gesamtanlage Mietshausviertel Oststadt                                    |    |
| weitere Bilder Fotos hochladen |                                                                            | Geschwister-Scholl-Straße 3 (Karte)    |           | Teil des Ensembles Bauliche Gesamtanlage Mietshausviertel Oststadt                                    |    |
| weitere Bilder Fotos hochladen |                                                                            | Geschwister-Scholl-Straße 4 (Karte)    |           | Teil des Ensembles Bauliche Gesamtanlage Mietshausviertel Oststadt                                    |    |
| weitere Bilder Fotos hochladen |                                                                            | Geschwister-Scholl-Straße 5 (Karte)    |           | Teil des Ensembles Bauliche Gesamtanlage Mietshausviertel Oststadt                                    |    |
| weitere Bilder Fotos hochladen |                                                                            | Geschwister-Scholl-Straße 6 (Karte)    |           | Teil des Ensembles Bauliche Gesamtanlage Mietshausviertel Oststadt                                    |    |
| weitere Bilder Fotos hochladen |                                                                            | Geschwister-Scholl-Straße 7 (Karte)    |           | Teil des Ensembles Bauliche Gesamtanlage Mietshausviertel Oststadt                                    |    |
| weitere Bilder Fotos hochladen |                                                                            | Geschwister-Scholl-Straße 8 (Karte)    |           | Teil des Ensembles Bauliche Gesamtanlage Mietshausviertel Oststadt                                    |    |
| weitere Bilder Fotos hochladen |                                                                            | Geschwister-Scholl-Straße 9 (Karte)    |           | Teil des Ensembles Bauliche Gesamtanlage Mietshausviertel Oststadt                                    |    |
| weitere Bilder Fotos hochladen |                                                                            | Geschwister-Scholl-Straße 10 (Karte)   |           | Teil des Ensembles Bauliche Gesamtanlage Mietshausviertel Oststadt                                    |    |
| weitere Bilder Fotos hochladen |                                                                            | Geschwister-Scholl-Straße 10a (Karte)  |           | Teil des Ensembles Bauliche Gesamtanlage Mietshausviertel Oststadt                                    |    |
| weitere Bilder Fotos hochladen |                                                                            | Geschwister-Scholl-Straße 11 (Karte)   |           | Teil des Ensembles Bauliche Gesamtanlage Mietshausviertel Oststadt                                    |    |
| weitere Bilder Fotos hochladen |                                                                            | Geschwister-Scholl-Straße 12 (Karte)   |           | Teil des Ensembles Bauliche Gesamtanlage Mietshausviertel Oststadt                                    |    |
| weitere Bilder Fotos hochladen |                                                                            | Geschwister-Scholl-Straße 13 (Karte)   |           | Teil des Ensembles Bauliche Gesamtanlage Mietshausviertel Oststadt                                    |    |
| BW                             | Wohnhaus                                                                   | Geschwister-Scholl-Straße 39a (Karte)  |           | einzelnes Kulturdenkmal                                                                               |    |
| BW                             | Gartenlaube                                                                | Geschwister-Scholl-Straße 39a (Karte)  |           | einzelnes Kulturdenkmal                                                                               |    |
| BW                             | Wohnhaus                                                                   | Geschwister-Scholl-Straße 39b (Karte)  |           | einzelnes Kulturdenkmal                                                                               |    |
| weitere Bilder Fotos hochladen |                                                                            | Geschwister-Scholl-Straße 55 (Karte)   |           | Teil des Ensembles Bauliche Gesamtanlage Mietshausviertel Oststadt                                    |    |
| weitere Bilder Fotos hochladen |                                                                            | Geschwister-Scholl-Straße 56 (Karte)   |           | Teil des Ensembles Bauliche Gesamtanlage Mietshausviertel Oststadt                                    |    |
| weitere Bilder Fotos hochladen |                                                                            | Geschwister-Scholl-Straße 57 (Karte)   |           | Teil des Ensembles Bauliche Gesamtanlage Mietshausviertel Oststadt                                    |    |
| weitere Bilder Fotos hochladen |                                                                            | Geschwister-Scholl-Straße 58 (Karte)   |           | Teil des Ensembles Bauliche Gesamtanlage Mietshausviertel Oststadt                                    |    |
| weitere Bilder Fotos hochladen |                                                                            | Geschwister-Scholl-Straße 59 (Karte)   |           | Teil des Ensembles Bauliche Gesamtanlage Mietshausviertel Oststadt                                    |    |
| weitere Bilder Fotos hochladen |                                                                            | Geschwister-Scholl-Straße 60 (Karte)   |           | Teil des Ensembles Bauliche Gesamtanlage Mietshausviertel Oststadt                                    |    |
| weitere Bilder Fotos hochladen |                                                                            | Geschwister-Scholl-Straße 60a (Karte)  |           | Teil des Ensembles Bauliche Gesamtanlage Mietshausviertel Oststadt                                    |    |
| weitere Bilder Fotos hochladen |                                                                            | Geschwister-Scholl-Straße 61 (Karte)   |           | Teil des Ensembles Bauliche Gesamtanlage Mietshausviertel Oststadt                                    |    |
| weitere Bilder Fotos hochladen |                                                                            | Geschwister-Scholl-Straße 62 (Karte)   |           | Teil des Ensembles Bauliche Gesamtanlage Mietshausviertel Oststadt                                    |    |
| weitere Bilder Fotos hochladen |                                                                            | Geschwister-Scholl-Straße 63 (Karte)   |           | Teil des Ensembles Bauliche Gesamtanlage Mietshausviertel Oststadt                                    |    |
| BW                             |                                                                            | Geschwister-Scholl-Straße 64 (Karte)   |           | Teil des Ensembles Bauliche Gesamtanlage Mietshausviertel Oststadt                                    |    |
| weitere Bilder Fotos hochladen |                                                                            | Geschwister-Scholl-Straße 65 (Karte)   |           | Teil des Ensembles Bauliche Gesamtanlage Mietshausviertel Oststadt                                    |    |
| weitere Bilder Fotos hochladen |                                                                            | Geschwister-Scholl-Straße 66 (Karte)   |           | Teil des Ensembles Bauliche Gesamtanlage Mietshausviertel Oststadt                                    |    |
| weitere Bilder Fotos hochladen |                                                                            | Geschwister-Scholl-Straße 67 (Karte)   |           | Teil des Ensembles Bauliche Gesamtanlage Mietshausviertel Oststadt                                    |    |
| weitere Bilder Fotos hochladen |                                                                            | Geschwister-Scholl-Straße 68 (Karte)   |           | Teil des Ensembles Bauliche Gesamtanlage Mietshausviertel Oststadt                                    |    |
| weitere Bilder Fotos hochladen |                                                                            | Geschwister-Scholl-Straße 69 (Karte)   |           | Teil des Ensembles Bauliche Gesamtanlage Mietshausviertel Oststadt                                    |    |
| weitere Bilder Fotos hochladen |                                                                            | Geschwister-Scholl-Straße 70 (Karte)   |           | Teil des Ensembles Bauliche Gesamtanlage Mietshausviertel Oststadt                                    |    |
| BW                             |                                                                            | Geschwister-Scholl-Straße 71 (Karte)   |           | Teil des Ensembles Bauliche Gesamtanlage Mietshausviertel Oststadt                                    |    |
| weitere Bilder Fotos hochladen | Wohnblock                                                                  | Grolmannstraße 1 (Karte)               |           | einzelnes Kulturdenkmal                                                                               |    |
| weitere Bilder Fotos hochladen | Wohnblock der Gothenburg GmbH                                              | Grolmannstraße 1a (Karte)              |           | einzelnes Kulturdenkmal                                                                               |    |
| weitere Bilder Fotos hochladen | Wohnblock der Gothenburg GmbH                                              | Grolmannstraße 2 (Karte)               |           | einzelnes Kulturdenkmal                                                                               |    |
| weitere Bilder Fotos hochladen | Wohnblock der Gothenburg GmbH                                              | Grolmannstraße 3 (Karte)               |           | einzelnes Kulturdenkmal                                                                               |    |
| weitere Bilder Fotos hochladen | Wohnblock der Gothenburg GmbH                                              | Grolmannstraße 4 (Karte)               |           | einzelnes Kulturdenkmal                                                                               |    |
| weitere Bilder Fotos hochladen | Wohnblock der Gothenburg GmbH                                              | Grolmannstraße 5 (Karte)               |           | einzelnes Kulturdenkmal                                                                               |    |
| weitere Bilder Fotos hochladen | Wohnblock der Gothenburg GmbH                                              | Grolmannstraße 6 (Karte)               |           | einzelnes Kulturdenkmal                                                                               |    |
| weitere Bilder Fotos hochladen | Wohnblock der Gothenburg GmbH                                              | Grolmannstraße 7 (Karte)               |           | einzelnes Kulturdenkmal                                                                               |    |
| weitere Bilder Fotos hochladen | Wohnblock der Gothenburg GmbH                                              | Grolmannstraße 8 (Karte)               |           | einzelnes Kulturdenkmal                                                                               |    |
| weitere Bilder Fotos hochladen | Wohnblock der Gothenburg GmbH                                              | Grolmannstraße 9 (Karte)               |           | einzelnes Kulturdenkmal                                                                               |    |
| weitere Bilder Fotos hochladen | Wohnblock                                                                  | Grolmannstraße 10 (Karte)              |           | einzelnes Kulturdenkmal                                                                               |    |
| weitere Bilder Fotos hochladen | Wohnblock                                                                  | Grolmannstraße 11 (Karte)              |           | einzelnes Kulturdenkmal                                                                               |    |
| weitere Bilder Fotos hochladen | Wohnblock                                                                  | Grolmannstraße 12 (Karte)              |           | einzelnes Kulturdenkmal                                                                               |    |
| weitere Bilder Fotos hochladen | Wohnblock                                                                  | Grolmannstraße 13 (Karte)              |           | einzelnes Kulturdenkmal                                                                               |    |
| weitere Bilder Fotos hochladen | Wohnblock                                                                  | Grolmannstraße 14 (Karte)              |           | einzelnes Kulturdenkmal                                                                               |    |
| weitere Bilder Fotos hochladen | Wohnblock                                                                  | Grolmannstraße 15 (Karte)              |           | einzelnes Kulturdenkmal                                                                               |    |
| weitere Bilder Fotos hochladen | Wohnblock                                                                  | Grolmannstraße 16 (Karte)              |           | einzelnes Kulturdenkmal                                                                               |    |
| weitere Bilder Fotos hochladen | Wohnblock                                                                  | Grolmannstraße 17 (Karte)              |           | einzelnes Kulturdenkmal                                                                               |    |
| weitere Bilder Fotos hochladen |                                                                            | Hallesche Straße 14 (Karte)            |           | Teil des Ensembles Bauliche Gesamtanlage Wohnanlage Erwo-Block laut Denkmalliste des Landes Thüringen |    |
| weitere Bilder Fotos hochladen | Wohnblock, sogenannter Flensburger Block                                   | Hamburger Straße 1 (Karte)             |           | einzelnes Kulturdenkmal                                                                               |    |
| weitere Bilder Fotos hochladen | Wohnblock, sogenannter Flensburger Block                                   | Hamburger Straße 2 (Karte)             |           | einzelnes Kulturdenkmal                                                                               |    |
| weitere Bilder Fotos hochladen | Wohnblock, sogenannter Flensburger Block                                   | Hamburger Straße 3 (Karte)             |           | einzelnes Kulturdenkmal                                                                               |    |
| weitere Bilder Fotos hochladen | Wohnblock, sogenannter Flensburger Block                                   | Hamburger Straße 4 (Karte)             |           | einzelnes Kulturdenkmal                                                                               |    |
| weitere Bilder Fotos hochladen | Wohnblock, sogenannter Hamburger Block                                     | Hamburger Straße 21 (Karte)            |           | Hamburger Block                                                                                       |    |
| weitere Bilder Fotos hochladen | Wohnblock, sogenannter Hamburger Block                                     | Hamburger Straße 22 (Karte)            |           | einzelnes Kulturdenkmal                                                                               |    |
| weitere Bilder Fotos hochladen | Wohnblock, sogenannter Hamburger Block                                     | Hamburger Straße 23 (Karte)            |           | einzelnes Kulturdenkmal                                                                               |    |
| weitere Bilder Fotos hochladen | Wohnblock, sogenannter Flensburger Block                                   | Kieler Straße 1 (Karte)                |           | einzelnes Kulturdenkmal                                                                               |    |
| weitere Bilder Fotos hochladen | Wohnblock, sogenannter Flensburger Block                                   | Kieler Straße 3 (Karte)                |           | einzelnes Kulturdenkmal                                                                               |    |
| weitere Bilder Fotos hochladen |                                                                            | Leipziger Platz 8 (Karte)              |           | Teil des Ensembles Bauliche Gesamtanlage Mietshausviertel Oststadt                                    |    |
| weitere Bilder Fotos hochladen |                                                                            | Leipziger Platz 9 (Karte)              |           | Teil des Ensembles Bauliche Gesamtanlage Mietshausviertel Oststadt                                    |    |
| weitere Bilder Fotos hochladen |                                                                            | Leipziger Platz 10 (Karte)             |           | Teil des Ensembles Bauliche Gesamtanlage Mietshausviertel Oststadt                                    |    |
| weitere Bilder Fotos hochladen |                                                                            | Leipziger Straße 2 (Karte)             |           | Teil des Ensembles Bauliche Gesamtanlage Mietshausviertel Oststadt                                    |    |
| weitere Bilder Fotos hochladen |                                                                            | Leipziger Straße 4 (Karte)             |           | Teil des Ensembles Bauliche Gesamtanlage Mietshausviertel Oststadt                                    |    |
| weitere Bilder Fotos hochladen |                                                                            | Leipziger Straße 6 (Karte)             |           | Teil des Ensembles Bauliche Gesamtanlage Mietshausviertel Oststadt                                    |    |
| weitere Bilder Fotos hochladen |                                                                            | Leipziger Straße 8 (Karte)             |           | Teil des Ensembles Bauliche Gesamtanlage Mietshausviertel Oststadt                                    |    |
| weitere Bilder Fotos hochladen |                                                                            | Leipziger Straße 10 (Karte)            |           | Teil des Ensembles Bauliche Gesamtanlage Mietshausviertel Oststadt                                    |    |
| weitere Bilder Fotos hochladen |                                                                            | Leipziger Straße 12 (Karte)            |           | Teil des Ensembles Bauliche Gesamtanlage Mietshausviertel Oststadt                                    |    |
| weitere Bilder Fotos hochladen |                                                                            | Leipziger Straße 14 (Karte)            |           | Teil des Ensembles Bauliche Gesamtanlage Mietshausviertel Oststadt                                    |    |
| weitere Bilder Fotos hochladen | Schulgebäude / Medizinische Fachschule, Staatliche Berufsbildende Schule 6 | Leipziger Straße 15 (Karte)            |           | einzelnes Kulturdenkmal                                                                               |    |
| weitere Bilder Fotos hochladen |                                                                            | Leipziger Straße 16 (Karte)            |           | Teil des Ensembles Bauliche Gesamtanlage Mietshausviertel Oststadt                                    |    |
| weitere Bilder Fotos hochladen |                                                                            | Leipziger Straße 18 (Karte)            |           | Teil des Ensembles Bauliche Gesamtanlage Mietshausviertel Oststadt                                    |    |
| weitere Bilder Fotos hochladen |                                                                            | Leipziger Straße 20 (Karte)            |           | Teil des Ensembles Bauliche Gesamtanlage Mietshausviertel Oststadt                                    |    |
| weitere Bilder Fotos hochladen |                                                                            | Leipziger Straße 22 (Karte)            |           | Teil des Ensembles Bauliche Gesamtanlage Mietshausviertel Oststadt                                    |    |
| weitere Bilder Fotos hochladen |                                                                            | Leipziger Straße 24 (Karte)            |           | Teil des Ensembles Bauliche Gesamtanlage Mietshausviertel Oststadt                                    |    |
| weitere Bilder Fotos hochladen |                                                                            | Leipziger Straße 26 (Karte)            |           | Teil des Ensembles Bauliche Gesamtanlage Mietshausviertel Oststadt                                    |    |
| weitere Bilder Fotos hochladen |                                                                            | Leipziger Straße 28 (Karte)            |           | Teil des Ensembles Bauliche Gesamtanlage Mietshausviertel Oststadt                                    |    |
| weitere Bilder Fotos hochladen |                                                                            | Leipziger Straße 30 (Karte)            |           | Teil des Ensembles Bauliche Gesamtanlage Mietshausviertel Oststadt                                    |    |
| weitere Bilder Fotos hochladen |                                                                            | Leipziger Straße 32 (Karte)            |           | Teil des Ensembles Bauliche Gesamtanlage Mietshausviertel Oststadt                                    |    |
| weitere Bilder Fotos hochladen |                                                                            | Leipziger Straße 34 (Karte)            |           | Teil des Ensembles Bauliche Gesamtanlage Mietshausviertel Oststadt                                    |    |
| BW                             | Wohnhaus                                                                   | Liebknechtstraße 9 (Karte)             |           | einzelnes Kulturdenkmal                                                                               |    |
| weitere Bilder Fotos hochladen |                                                                            | Liebknechtstraße 12 (Karte)            |           | Teil des Ensembles Kennzeichnendes Straßen- und Platzbild Wohnhäuser Liebknecht- und Röntgenstraße    |    |
| weitere Bilder Fotos hochladen |                                                                            | Liebknechtstraße 13 (Karte)            |           | Teil des Ensembles Kennzeichnendes Straßen- und Platzbild Wohnhäuser Liebknecht- und Röntgenstraße    |    |
| BW                             |                                                                            | Liebknechtstraße 14 (Karte)            |           | Teil des Ensembles Kennzeichnendes Straßen- und Platzbild Wohnhäuser Liebknecht- und Röntgenstraße    |    |
| weitere Bilder Fotos hochladen |                                                                            | Liebknechtstraße 15 (Karte)            |           | Teil des Ensembles Kennzeichnendes Straßen- und Platzbild Wohnhäuser Liebknecht- und Röntgenstraße    |    |
| weitere Bilder Fotos hochladen |                                                                            | Liebknechtstraße 16 (Karte)            |           | Teil des Ensembles Kennzeichnendes Straßen- und Platzbild Wohnhäuser Liebknecht- und Röntgenstraße    |    |
| weitere Bilder Fotos hochladen |                                                                            | Liebknechtstraße 16a (Karte)           |           | Teil des Ensembles Kennzeichnendes Straßen- und Platzbild Wohnhäuser Liebknecht- und Röntgenstraße    |    |
| weitere Bilder Fotos hochladen | Wohnblock, sogenannter Hamburger Block                                     | Liebknechtstraße 60 (Karte)            |           | einzelnes Kulturdenkmal                                                                               |    |
| weitere Bilder Fotos hochladen | Wohnblock, sogenannter Hamburger Block                                     | Liebknechtstraße 61 (Karte)            |           | einzelnes Kulturdenkmal                                                                               |    |
| weitere Bilder Fotos hochladen | Wohnblock, sogenannter Hamburger Block                                     | Liebknechtstraße 62 (Karte)            |           | einzelnes Kulturdenkmal                                                                               |    |
| weitere Bilder Fotos hochladen | Wohnblock, sogenannter Flensburger Block                                   | Liebknechtstraße 63 (Karte)            |           | einzelnes Kulturdenkmal                                                                               |    |
| weitere Bilder Fotos hochladen | Wohnblock, sogenannter Flensburger Block                                   | Liebknechtstraße 64 (Karte)            |           | einzelnes Kulturdenkmal                                                                               |    |
| weitere Bilder Fotos hochladen | Wohnblock, sogenannter Flensburger Block                                   | Liebknechtstraße 65 (Karte)            |           | einzelnes Kulturdenkmal                                                                               |    |
| weitere Bilder Fotos hochladen | Wohnblock, sogenannter Flensburger Block                                   | Liebknechtstraße 66 (Karte)            |           | einzelnes Kulturdenkmal                                                                               |    |
| weitere Bilder Fotos hochladen | Wohnblock, sogenannter Flensburger Block                                   | Liebknechtstraße 67 (Karte)            |           | einzelnes Kulturdenkmal                                                                               |    |
| weitere Bilder Fotos hochladen | Wohnblock, sogenannter Flensburger Block                                   | Liebknechtstraße 68 (Karte)            |           | einzelnes Kulturdenkmal                                                                               |    |
| weitere Bilder Fotos hochladen | Wohnblock, sogenannter Flensburger Block                                   | Liebknechtstraße 69 (Karte)            |           | einzelnes Kulturdenkmal                                                                               |    |
| weitere Bilder Fotos hochladen | Wohnblock, sogenannter Flensburger Block                                   | Liebknechtstraße 70 (Karte)            |           | einzelnes Kulturdenkmal                                                                               |    |
| weitere Bilder Fotos hochladen | Wohnhaus                                                                   | Rathenaustraße 12 (Karte)              |           | einzelnes Kulturdenkmal                                                                               |    |
| weitere Bilder Fotos hochladen | Wohnhaus                                                                   | Rathenaustraße 13 (Karte)              |           | einzelnes Kulturdenkmal                                                                               |    |
| weitere Bilder Fotos hochladen | Mietshaus                                                                  | Rathenaustraße 29 (Karte)              |           | Teil des Ensembles Bauliche Gesamtanlage Mietshausviertel Oststadt                                    |    |
| weitere Bilder Fotos hochladen | Mietshaus                                                                  | Rathenaustraße 30 (Karte)              |           | Teil des Ensembles Bauliche Gesamtanlage Mietshausviertel Oststadt                                    |    |
| weitere Bilder Fotos hochladen | Mietshaus                                                                  | Rathenaustraße 31 (Karte)              |           | Teil des Ensembles Bauliche Gesamtanlage Mietshausviertel Oststadt                                    |    |
| weitere Bilder Fotos hochladen | Mietshaus                                                                  | Rathenaustraße 32 (Karte)              |           | Teil des Ensembles Bauliche Gesamtanlage Mietshausviertel Oststadt                                    |    |
| weitere Bilder Fotos hochladen | Mietshaus                                                                  | Rathenaustraße 33 (Karte)              |           | Teil des Ensembles Bauliche Gesamtanlage Mietshausviertel Oststadt                                    |    |
| weitere Bilder Fotos hochladen | Mietshaus                                                                  | Rathenaustraße 34 (Karte)              |           | Teil des Ensembles Bauliche Gesamtanlage Mietshausviertel Oststadt                                    |    |
| weitere Bilder Fotos hochladen | Mietshaus                                                                  | Rathenaustraße 35 (Karte)              |           | Teil des Ensembles Bauliche Gesamtanlage Mietshausviertel Oststadt                                    |    |
| weitere Bilder Fotos hochladen | Mietshaus                                                                  | Rathenaustraße 36 (Karte)              |           | Teil des Ensembles Bauliche Gesamtanlage Mietshausviertel Oststadt                                    |    |
| weitere Bilder Fotos hochladen | Mietshaus                                                                  | Rathenaustraße 37 (Karte)              |           | Teil des Ensembles Bauliche Gesamtanlage Mietshausviertel Oststadt                                    |    |
| weitere Bilder Fotos hochladen | Mietshaus                                                                  | Rathenaustraße 38 (Karte)              |           | Teil des Ensembles Bauliche Gesamtanlage Mietshausviertel Oststadt                                    |    |
| weitere Bilder Fotos hochladen | Mietshaus                                                                  | Rathenaustraße 39 (Karte)              |           | Teil des Ensembles Bauliche Gesamtanlage Mietshausviertel Oststadt                                    |    |
| weitere Bilder Fotos hochladen | Mietshaus                                                                  | Rathenaustraße 40 (Karte)              |           | Teil des Ensembles Bauliche Gesamtanlage Mietshausviertel Oststadt                                    |    |
| weitere Bilder Fotos hochladen | Mietshaus                                                                  | Rathenaustraße 41 (Karte)              |           | Teil des Ensembles Bauliche Gesamtanlage Mietshausviertel Oststadt                                    |    |
| weitere Bilder Fotos hochladen | Mietshaus                                                                  | Rathenaustraße 42 (Karte)              |           | Teil des Ensembles Bauliche Gesamtanlage Mietshausviertel Oststadt                                    |    |
| weitere Bilder Fotos hochladen | Mietshaus                                                                  | Rathenaustraße 43 (Karte)              |           | Teil des Ensembles Bauliche Gesamtanlage Mietshausviertel Oststadt                                    |    |
| weitere Bilder Fotos hochladen | Mietshaus                                                                  | Rathenaustraße 44 (Karte)              |           | Teil des Ensembles Bauliche Gesamtanlage Mietshausviertel Oststadt                                    |    |
| weitere Bilder Fotos hochladen | Mietshaus                                                                  | Rathenaustraße 45 (Karte)              |           | Teil des Ensembles Bauliche Gesamtanlage Mietshausviertel Oststadt                                    |    |
| weitere Bilder Fotos hochladen | Mietshaus                                                                  | Rathenaustraße 46 (Karte)              |           | Teil des Ensembles Bauliche Gesamtanlage Mietshausviertel Oststadt                                    |    |
| weitere Bilder Fotos hochladen | Mietshaus                                                                  | Rathenaustraße 47 (Karte)              |           | Teil des Ensembles Bauliche Gesamtanlage Mietshausviertel Oststadt                                    |    |
| weitere Bilder Fotos hochladen | Wohnblock                                                                  | Rathenaustraße 55 (Karte)              |           | einzelnes Kulturdenkmal                                                                               |    |
| weitere Bilder Fotos hochladen | Wohnblock                                                                  | Rathenaustraße 56 (Karte)              |           | einzelnes Kulturdenkmal                                                                               |    |
| weitere Bilder Fotos hochladen | Wohnblock                                                                  | Rathenaustraße 57 (Karte)              |           | einzelnes Kulturdenkmal                                                                               |    |
| weitere Bilder Fotos hochladen | Wohnblock                                                                  | Rathenaustraße 58 (Karte)              |           | einzelnes Kulturdenkmal                                                                               |    |
| weitere Bilder Fotos hochladen | Wohnblock                                                                  | Rathenaustraße 59 (Karte)              |           | einzelnes Kulturdenkmal                                                                               |    |
| weitere Bilder Fotos hochladen |                                                                            | Reißhausstraße 1 (Karte)               |           | Teil des Ensembles Bauliche Gesamtanlage Mietshausviertel Oststadt                                    |    |
| weitere Bilder Fotos hochladen |                                                                            | Reißhausstraße 2 (Karte)               |           | Teil des Ensembles Bauliche Gesamtanlage Mietshausviertel Oststadt                                    |    |
| weitere Bilder Fotos hochladen |                                                                            | Reißhausstraße 3 (Karte)               |           | Teil des Ensembles Bauliche Gesamtanlage Mietshausviertel Oststadt                                    |    |
| weitere Bilder Fotos hochladen |                                                                            | Reißhausstraße 4 (Karte)               |           | Teil des Ensembles Bauliche Gesamtanlage Mietshausviertel Oststadt                                    |    |
| weitere Bilder Fotos hochladen |                                                                            | Reißhausstraße 5 (Karte)               |           | Teil des Ensembles Bauliche Gesamtanlage Mietshausviertel Oststadt                                    |    |
| BW                             |                                                                            | Reißhausstraße 5a (Karte)              |           | Teil des Ensembles Bauliche Gesamtanlage Mietshausviertel Oststadt                                    |    |
| weitere Bilder Fotos hochladen |                                                                            | Reißhausstraße 6 (Karte)               |           | Teil des Ensembles Bauliche Gesamtanlage Mietshausviertel Oststadt                                    |    |
| weitere Bilder Fotos hochladen |                                                                            | Reißhausstraße 7 (Karte)               |           | Teil des Ensembles Bauliche Gesamtanlage Mietshausviertel Oststadt                                    |    |
| weitere Bilder Fotos hochladen |                                                                            | Reißhausstraße 10 (Karte)              |           | Teil des Ensembles Bauliche Gesamtanlage Mietshausviertel Oststadt                                    |    |
| weitere Bilder Fotos hochladen |                                                                            | Reißhausstraße 11 (Karte)              |           | Teil des Ensembles Bauliche Gesamtanlage Mietshausviertel Oststadt                                    |    |
| weitere Bilder Fotos hochladen |                                                                            | Reißhausstraße 12 (Karte)              |           | Teil des Ensembles Bauliche Gesamtanlage Mietshausviertel Oststadt                                    |    |
| weitere Bilder Fotos hochladen |                                                                            | Reißhausstraße 13 (Karte)              |           | Teil des Ensembles Bauliche Gesamtanlage Mietshausviertel Oststadt                                    |    |
| weitere Bilder Fotos hochladen |                                                                            | Reißhausstraße 14 (Karte)              |           | Teil des Ensembles Bauliche Gesamtanlage Mietshausviertel Oststadt                                    |    |
| weitere Bilder Fotos hochladen |                                                                            | Reißhausstraße 15 (Karte)              |           | Teil des Ensembles Bauliche Gesamtanlage Wohnanlage Erwo-Block laut Denkmalliste des Landes Thüringen |    |
| weitere Bilder Fotos hochladen |                                                                            | Reißhausstraße 16 (Karte)              |           | Teil des Ensembles Bauliche Gesamtanlage Wohnanlage Erwo-Block laut Denkmalliste des Landes Thüringen |    |
| weitere Bilder Fotos hochladen |                                                                            | Reißhausstraße 17 (Karte)              |           | Teil des Ensembles Bauliche Gesamtanlage Wohnanlage Erwo-Block laut Denkmalliste des Landes Thüringen |    |
| weitere Bilder Fotos hochladen |                                                                            | Reißhausstraße 18 (Karte)              |           | Teil des Ensembles Bauliche Gesamtanlage Wohnanlage Erwo-Block laut Denkmalliste des Landes Thüringen |    |
| weitere Bilder Fotos hochladen |                                                                            | Reißhausstraße 19 (Karte)              |           | Teil des Ensembles Bauliche Gesamtanlage Wohnanlage Erwo-Block laut Denkmalliste des Landes Thüringen |    |
| weitere Bilder Fotos hochladen |                                                                            | Röntgenstraße 30 (Karte)               |           | Teil des Ensembles Kennzeichnendes Straßen- und Platzbild Wohnhäuser Liebknecht- und Röntgenstraße    |    |
| weitere Bilder Fotos hochladen |                                                                            | Röntgenstraße 32 (Karte)               |           | Teil des Ensembles Kennzeichnendes Straßen- und Platzbild Wohnhäuser Liebknecht- und Röntgenstraße    |    |
| weitere Bilder Fotos hochladen |                                                                            | Schlachthofstraße 66 (Karte)           |           | Teil des Ensembles Kennzeichnendes Straßen- und Platzbild Mietshausviertel um Fritz-Büchner-Straße    |    |
| weitere Bilder Fotos hochladen |                                                                            | Schlachthofstraße 67 (Karte)           |           | Teil des Ensembles Kennzeichnendes Straßen- und Platzbild Wohnanlage Bremer Straße                    |    |
| weitere Bilder Fotos hochladen |                                                                            | Schlachthofstraße 68 (Karte)           |           | Teil des Ensembles Kennzeichnendes Straßen- und Platzbild Wohnanlage Bremer Straße                    |    |
| weitere Bilder Fotos hochladen |                                                                            | Schlachthofstraße 69 (Karte)           |           | Teil des Ensembles Kennzeichnendes Straßen- und Platzbild Wohnanlage Bremer Straße                    |    |
| weitere Bilder Fotos hochladen |                                                                            | Schlachthofstraße 70 (Karte)           |           | Teil des Ensembles Kennzeichnendes Straßen- und Platzbild Wohnanlage Bremer Straße                    |    |
| weitere Bilder Fotos hochladen |                                                                            | Schlachthofstraße 71 (Karte)           |           | Teil des Ensembles Kennzeichnendes Straßen- und Platzbild Wohnanlage Bremer Straße                    |    |
| weitere Bilder Fotos hochladen |                                                                            | Schlachthofstraße 72 (Karte)           |           | Teil des Ensembles Kennzeichnendes Straßen- und Platzbild Wohnanlage Bremer Straße                    |    |
| Fotos hochladen                | Fabrikgebäude, ehemals Haus der Volkssolidarität                           | Thälmannstraße 5 (Karte)               |           | einzelnes Kulturdenkmal                                                                               |    |
| weitere Bilder Fotos hochladen |                                                                            | Thälmannstraße 41 (Karte)              |           | Teil des Ensembles Bauliche Gesamtanlage Mietshausviertel Oststadt                                    |    |
| weitere Bilder Fotos hochladen |                                                                            | Thälmannstraße 42 (Karte)              |           | Teil des Ensembles Bauliche Gesamtanlage Mietshausviertel Oststadt                                    |    |
| weitere Bilder Fotos hochladen | Industriegebäude Malzfabrik                                                | Thälmannstraße 49 (Karte)              |           | einzelnes Kulturdenkmal                                                                               |    |
| weitere Bilder Fotos hochladen | Wohn- und Geschäftshaus                                                    | Thälmannstraße 58 (Karte)              |           | einzelnes Kulturdenkmal                                                                               |    |
| weitere Bilder Fotos hochladen | Wohn- und Geschäftshaus                                                    | Thälmannstraße 59 (Karte)              |           | einzelnes Kulturdenkmal                                                                               |    |
| weitere Bilder Fotos hochladen | Wohn- und Geschäftshaus                                                    | Thälmannstraße 60 (Karte)              |           | einzelnes Kulturdenkmal                                                                               |    |
| BW                             | Einfriedung                                                                | Thälmannstraße 60 (Karte)              |           | einzelnes Kulturdenkmal                                                                               |    |
| weitere Bilder Fotos hochladen | Industriegebäude                                                           | Thälmannstraße 61 (Karte)              |           | einzelnes Kulturdenkmal                                                                               |    |
| weitere Bilder Fotos hochladen | Wohnblock                                                                  | Theo-Neubauer-Straße 26 (Karte)        |           | einzelnes Kulturdenkmal, Teil der Sachgesamtheit Grolmannstraße 1a-9                                  |    |
| weitere Bilder Fotos hochladen |                                                                            | Werner-Uhlworm-Straße 7 (Karte)        |           | einzelnes Kulturdenkmal                                                                               |    |
| BW                             | Wohnblock der Gothenburg GmbH                                              | Werner-Uhlworm-Straße 10 (Karte)       |           | einzelnes Kulturdenkmal                                                                               |    |
| weitere Bilder Fotos hochladen | Bahnhofsgebäude                                                            | Zum Güterbahnhof 20 (Karte)            |           | |    |
| BW                             | Ladesteg                                                                   | Zum Güterbahnhof 20 (Karte)            |           | |    |

## Ehemalige Kulturdenkmale in der Krämpfervorstadt
| Bild                                    | Bezeichnung      | Lage                            | Datierung | Beschreibung                       | ID |
| --------------------------------------- | ---------------- | ------------------------------- | --------- | ---------------------------------- | -- |
| Direkt Bild zu diesem Denkmal hochladen | Industriegebäude | An der Kalkreiße                |           | Industriegebäude                   |    |
| BW                                      | Industriegebäude | Theo-Neubauer-Straße 25 (Karte) |           | einzelnes Kulturdenkmal            |    |
| BW                                      | Hetzerhalle      | Zum Güterbahnhof 20 (Karte)     |           | bereits vor 1. Mai 2025 abgerissen |    |